# 李洪 (十六国)
李洪（?—?），渤海郡蓨县人（今河北省衡水市景县）人。

## 生平
李洪随流民入定陵（今河南郾城西北），王浚以为雍州刺史。337年九月，燕王慕容皝让封奕出任国相，阳骛任司隶，李洪任大理，杜群任纳言令，皇甫真、阳协任冗骑常侍，封裕任记室监。338年，后赵进攻棘城时，前燕右司马李洪的兄弟李普认为棘城必定失败，劝李洪出逃避祸。李洪说：“天道幽远，人事难知。况且身负责任，不要轻举妄动，自找悔恨！”李普坚持请求。李洪说：“你认为自己的看法正确，就应自己去做。我蒙受慕容氏大恩，当在此以死效忠。”与李普洒泪诀别。李普随即投降后赵，随从后赵军队南归，后死于丧乱之中。由此，李洪以忠诚笃信闻名于世。
341年七月，慕容皝任命刘翔为东夷护军、兼领大将军长史，任唐国内史阳裕为左司马，典书令李洪为右司马，中尉郑林为军咨祭酒。350，慕容儁率兵前往鲁口攻打邓恒。邓恒的将领鹿勃统领数千人夜袭燕军的营地。慕容儁无法安睡，内史李洪跟随他走出营外，在一个高土堆上停了下来。稍后，李洪返回去整理骑兵前往助战，鹿勃败退逃走。
364年二月，前燕太傅慕容评、龙骧将军李洪率军巡视黄河以南。四月廿五日，李洪攻打东晋许昌、汝南郡，在悬瓠打败了东晋的军队，颍川郡太守李福战死。汝南郡太守朱斌逃奔到寿春，陈郡太守朱辅退守彭城。东晋大司马桓温派西中郎将袁真等人抵御李洪。367年十二月，阳骛去世。慕容暐任命司空皇甫真为侍中、太尉，光禄大夫李洪为司空。370年十二月十四日，前秦苻坚灭前燕，抵达长安，任命慕容评为给事中，皇甫真为奉车都尉，李洪为驸马都尉，全都给予他们在春季、秋季朝见天子的资格。

## 家族
祖父李臻。